# اچ‌ام‌ای‌اس بریزبن (۱۹۱۵)
اچ‌ام‌ای‌اس بریزبن (۱۹۱۵) (به انگلیسی: HMAS Brisbane (1915)) یک کشتی بود که طول آن ۴۵۶ فوت ۸ ۳⁄۸ اینچ (۱۳۹٫۲۰۲ متر) بود. این کشتی در سال ۱۹۱۵ ساخته شد.